# Achillea horanszkyi
Achillea horanszkyi là một loài thực vật có hoa trong họ Cúc. Loài này được Ujhelyi mô tả khoa học đầu tiên năm 1975.